# هنر دفاع شخصی (فیلم ۱۹۴۱)
هنر دفاع شخصی (به انگلیسی: The Art of Self Defense) انیمیشنی ۸ دقیقه‌ای و از سری کارتون‌های گوفی به تهیه‌کنندگی والت دیزنی و کارگردانی جک کینی است که در ۱۹۴۱ ساخته شده است.

## خلاصه داستان
گوفی پس از آنکه گوینده، تاریخچهٔ کوتاهی از فرم‌های گوناگون هنرهای دفاعی در طول تاریخ، از عصر حجر تا دورهٔ بوکس را ارائه می‌کند شروع به نمایش شیوه‌های مختلف بوکس نموده و کارش را با ضربه زدن به کیسه بوکس و بوکس‌بازی با سایهٔ خود ادامه می‌دهد تا اینکه سرانجام آمادهٔ یک مبارزهٔ واقعی در رینگ بوکس می‌شود.

## بازیگران
- جورج جکسون در نقش (صدای) گوفی
- جان مک‌لیش در نقش گوینده (بدون ذکر نام در تیتراژ)

## گروه تولید
- تهیه‌کننده: والت دیزنی
- کارگردان: جک کینی
- دستیار کارگردان: لو دبنی
- جلوه‌های بصری: جک بوید، اندی انگمن، جوزف گایک، روبن تیمنز
- گروه انیمیشن: آرت ببیت، رکس کاکس، جیمز مور، راف رایت، لئو تیل